# 단쇼촌
단쇼촌(丹荘村)은 사이타마현의 북서부, 고다마군에 속했던 촌이다. 처음에는 가미군의 소속이었다.

## 지리
현재의 가미카와정에 해당한다.

## 역사
- 1889년 4월 1일 - 정촌제 시행에 의해 단쇼촌이 성립하였다.
- 1896년 3월 29일 - 고다마군, 나카군과 통합해 고다마군 닷쇼촌이 되었다.
- 1954년 5월 3일 - 아오야기촌과 합병해 가미카와촌이 신설되었다.

## 교통

### 철도
- 일본국유철도 (현:동일본 여객철도)
  - 하치코 선

## 참고문헌
- 大日本篤農家名鑑編纂所編『大日本篤農家名鑑』大日本篤農家名鑑編纂所、1910年。

## 관련문헌
- 「關口村」『新編武蔵風土記稿』 巻ノ245賀美郡ノ2、内務省地理局、1884年6月。NDLJP:764012/87。
- 「八日市村」『新編武蔵風土記稿』 巻ノ245賀美郡ノ2、内務省地理局、1884年6月。NDLJP:764012/88。
- 「原新田村」『新編武蔵風土記稿』 巻ノ245賀美郡ノ3。NDLJP:764012/90。